# Cotonou
Cotonou [kɔtɔˈnu] ist der Hauptort im westafrikanischen Benin und ist ökonomisches Zentrum wie auch Regierungssitz des Landes. Hauptstadt ist aber Porto-Novo, wo das Parlament seinen Sitz hat. Die Stadt bildet das Département Littoral.

## Bevölkerung
Cotonou hat 679.012 Einwohner (Stand 2013).
Bevölkerungsentwicklung:
- 1979: 320.348 Einwohner (Zensus)
- 1992: 536.827 Einwohner (Zensus)
- 2002: 665.100 Einwohner (Zensus)
- 2013: 679.012 Einwohner (Zensus)

## Geschichte
Der Name der Stadt Cotonou ist abgeleitet aus Ku-Tonu, was in der Sprache der Fon etwa Mündung des Todesflusses bedeutet. Es war ursprünglich ein an einer Lagune gelegenes Fischerdorf und entwickelte sich mit der Zeit zum Transitplatz für den Überseehandel der Könige von Dahomey.
Cotonou gehörte im 18. Jahrhundert zum Königreich Dahomey. 1851 schloss Frankreich ein Abkommen mit dem dahomeyschen König Gézo, das es ihm erlaubte, einen Handelsposten in Cotonou einzurichten. 1883 besetzte die französische Marine die Stadt, um Großbritannien daran zu hindern, das Gebiet zu erobern.
Am 26. Juni 1883 wurde in Cotonou eine Apostolische Präfektur der römisch-katholischen Kirche errichtet, die 1955 zum Erzbistum Cotonou erhoben wurde. Bischofskirche ist die Cathédrale Notre-Dame-de-Miséricorde.
Am 23. Juni 2000 wurde in Cotonou das Cotonou-Abkommen unterzeichnet, das in Nachfolge des Lomé-Abkommens das Verhältnis zwischen der Europäischen Gemeinschaft und den AKP-Staaten regelt.

## Infrastruktur

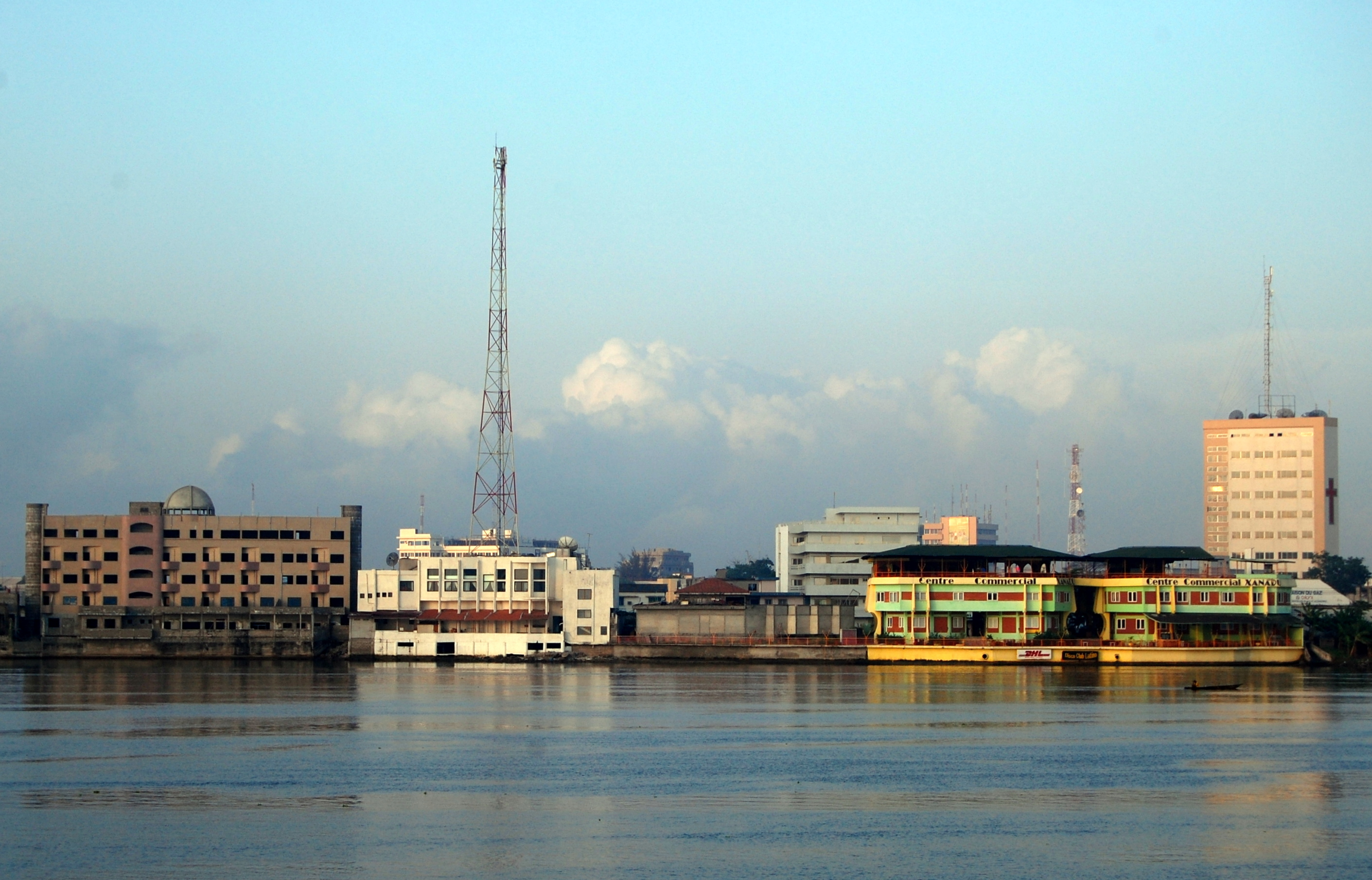
Skyline von Cotonou

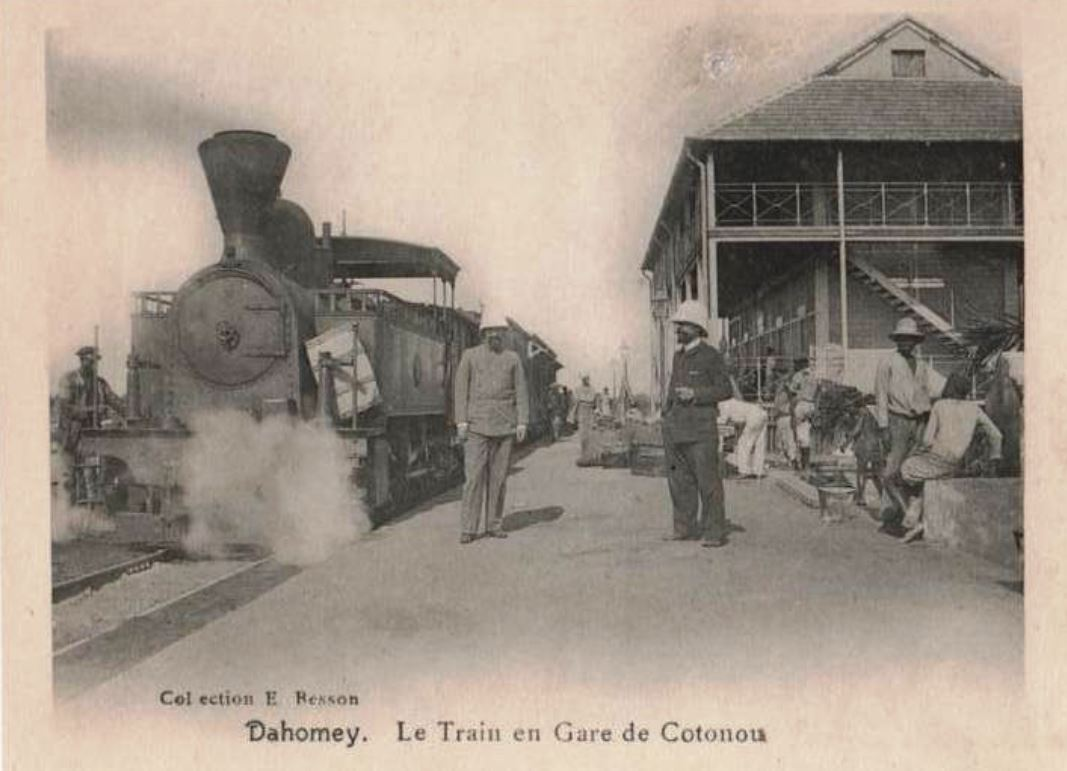
Bahnhof Cotonou in den ersten Jahren des Betriebs

Die Verkehrsverbindungen machen Cotonou zu einem Knotenpunkt:
- Der Hafen von Cotonou ist der größte Hafen des Landes und einer der bedeutendsten in ganz Westafrika. Über ihn läuft ein großer Teil des Warentransports für die Binnenländer Niger und Burkina Faso.[2]
- Die seit 1974 bestehenden Pläne, den innerstädtischen Flughafen Cadjehoun durch den neuen Flughafen Glo-Djigbé ersetzen, wurden in den 2010er Jahren soweit vorangetrieben, dass ein Termin zur Inbetriebnahme kommuniziert wurde. Mit Bezug auf die Auswirkungen insbesondere durch die Covid-19-Pandemie wurden diese Pläne indes so weit zurückgestellt, dass mit Stand Juni 2022 stattdessen Cadjehoun modernisiert wurde.[3]
- Auch im Eisenbahnnetz von Benin war Cotonou der zentrale Punkt. Allerdings wurde der Verkehr auf der Eisenbahn von Benin eingestellt, zuletzt 2019 auf der Strecke Cotonou–Parakou. Das Projekt diese Bahn bis Niamey im Niger zu verlängern wurde mehrfach angegangen und scheiterte bisher immer.[4]

## Wirtschaft
Cotonou ist die wirtschaftliche Hauptstadt von Benin und vor allem durch den Hafen ein wichtiges Handelszentrum, u. a. für Waren nach Burkina Faso, Mali und Niger. Durch den Bürgerkrieg in der Elfenbeinküste erlebte die Stadt einen Aufschwung, da viel Handel aus Abidjan, dem Regierungssitz der Elfenbeinküste, weggezogen ist.
Produziert werden Palmöl, Bier, Textilien und Zement, ebenso wie Motorfahrzeuge und Fahrräder und es gibt Sägewerke in der Stadt. Exportiert werden Erdölprodukte, Bauxit und Eisen. Vor der Küste wird nach Öl gebohrt.
In einer Rangliste der Städte nach ihrer Lebensqualität belegte Cotonou im Jahre 2018 den 182. Platz unter 231 untersuchten Städten weltweit.
In Cotonou hat auch die Deutsche Botschaft ihren Sitz.
Märkte
- Der internationale Markt im Stadtteil Dantokpa ist einer der größten in Westafrika.
- Der Fischmarkt beginnt täglich am frühen Morgen
- Der Fruchtmarkt im Stadtteil Ganhi ist ebenso gut besucht wie
- der Kunstmarkt.

## Klimatabelle
|                       | Jan  | Feb  | Mär  | Apr  | Mai  | Jun  | Jul  | Aug  | Sep  | Okt  | Nov  | Dez  |   |      |
| Mittl. Tagesmax. (°C) | 30,8 | 31,6 | 31,9 | 31,6 | 31,0 | 29,2 | 28,0 | 27,8 | 28,4 | 29,6 | 30,9 | 30,8 | ⌀ | 30,1 |
| Mittl. Tagesmin. (°C) | 23,8 | 25,4 | 25,9 | 25,6 | 24,6 | 23,7 | 23,7 | 23,4 | 23,6 | 23,8 | 24,3 | 23,8 | ⌀ | 24,3 |
|                       |      |      |      |      |      |      |      |      |      |      |      |      |   |      |
| Niederschlag (mm)     | 9    | 37   | 74   | 137  | 197  | 356  | 147  | 65   | 99   | 127  | 41   | 20   | Σ | 1309 |
|                       |      |      |      |      |      |      |      |      |      |      |      |      |   |      |
| Sonnenstunden (h/d)   | 6,9  | 7,5  | 7,2  | 7,3  | 6,9  | 4,7  | 4,4  | 4,8  | 5,5  | 6,7  | 8,1  | 7,2  | ⌀ | 6,4  |
|                       |      |      |      |      |      |      |      |      |      |      |      |      |   |      |
| Regentage (d)         | 1    | 2    | 4    | 7    | 11   | 14   | 7    | 5    | 9    | 9    | 3    | 1    | Σ | 73   |
|                       |      |      |      |      |      |      |      |      |      |      |      |      |   |      |
| Wassertemperatur (°C) | 27   | 27   | 28   | 29   | 28   | 27   | 26   | 24   | 25   | 26   | 27   | 28   | ⌀ | 26,8 |
|                       |      |      |      |      |      |      |      |      |      |      |      |      |   |      |
| Luftfeuchtigkeit (%)  | 82   | 82   | 80   | 82   | 83   | 87   | 86   | 86   | 86   | 86   | 85   | 83   | ⌀ | 84   |

| 23,8 |

| 25,4 |

| 25,9 |

| 25,6 |

| 24,6 |

| 23,7 |

| 23,7 |

| 23,4 |

| 23,6 |

| 23,8 |

| 24,3 |

| 23,8 |

| 23,8 |

| 25,4 |

| 25,9 |

| 25,6 |

| 24,6 |

| 23,7 |

| 23,7 |

| 23,4 |

| 23,6 |

| 23,8 |

| 24,3 |

| 23,8 |

## Sport
Der Fußballverein Energie Sport FC spielte Ende der 1990er Jahre mehrere Jahre in der Benin Premier League.

## Städtepartnerschaften
Partnerstädte von Cotonou sind
- Yokohama,  Japan
- Créteil,  Frankreich, seit 1986
- Atlanta,  Vereinigte Staaten, seit 1995
- Rosny-sous-Bois,  Frankreich

## Söhne und Töchter der Stadt
- Vincent Mensah (1924–2010), Bischof von Porto-Novo
- René Gaulon (1927–2012), französisch-beninischer Fußballspieler und -trainer
- Véronique Ahoyo (1940–2008), Diplomatin und Politikerin
- Georges Adéagbo (* 1942), Installationskünstler
- René-Marie Ehuzu CIM (1944–2012), Bischof von Porto Novo
- Pascal Koupaki (* 1951), Politiker
- Eugène Cyrille Houndékon (* 1960), Geistlicher
- Georges Boco (* 1963), Boxer
- Meschac Gaba (* 1963), Künstler
- Djimon Hounsou (* 1964), Fotomodell und Schauspieler
- Aristide Gonsallo (* 1966), Bischof von Porto Novo
- Coffi Codjia (* 1967), Fußballschiedsrichter
- Stéphane de Medeiros (* 1972), französischer Künstler
- Jacques Okoumassoun (* 1972), beninischer Sportfunktionär
- Christophe Pognon (* 1977), Tennisspieler
- Jules Bessan (* 1979), Schwimmer
- Wilfried Tevoedjre (* 1979), Schwimmer
- Ryad Assani-Razaki (* 1981), franko-kanadischer Schriftsteller
- Damien Chrysostome (* 1982), beninischer Fußballspieler
- Justin Savi (* 1984), beninischer Boxer
- Shafiq Chitou (* 1985), beninischer Boxer und Olympiateilnehmer
- Nana Nafihou (* 1988), beninischer Fußballnationalspieler
- Florence Adjidome (* 1989), deutsche Schauspielerin
- Victoire Laly (* 1991), deutsch-beninische Schauspielerin und Sängerin
- Sidoine Oussou (* 1992), beninischer Fußballspieler
- Ayra Starr (* 2002), nigerianische AfroPop- und R&B-Sängerin